# Šmadlen
Šmadlen (nemško St. Magdalen) je naselje Statutarnega mesta Beljak na Koroškem v Avstriji.